# رود بزیب
رود بزیب (به گرجی: ბზიფი، آبخازی: Бзыҧ) یک رود در گرجستان است که در آبخاز واقع شده‌است. این رود در گرجستان دارای تنوع زیستی غنی از گیاهان است. در طول ۱۹۰۴–۱۹۱۷ به عنوان مرز میان استان سوخومی امپراتوری روسیه و فرمانداری دریای سیاه قرار داشت.